# Penrhos (Anglia)
Penrhos – osada w Anglii, w hrabstwie Herefordshire. Leży 26 km na północny zachód od miasta Hereford i 213 km na zachód od Londynu.